# Seiko
Tập đoàn cổ phần Seiko (セイコーホールディングス株式会社 Seikō Hōrudingusu Kabushiki-gaisha?) hay ngắn gọn là Seiko (đọc là xêê-cô) là một công ty Nhật Bản thành lập vào năm 1881; nổi tiếng trong lĩnh vực sản xuất và mua bán đồng hồ, thiết bị điện tử, phụ kiện bán dẫn và quang học. Trong đó Seiko nổi tiếng nhất trong lĩnh vực sản xuất đồng hồ và công ty này cũng là công ty đầu tiên trên thế giới sản xuất đồng hồ chạy bằng máy thạch anh (quartz) có tên gọi là Astron. Công ty cũng được biết đến là nhà sản xuất đồng hồ Chronograph tự động đầu tiên được sử dụng trong vũ trụ.